# ألان كينغ
ألان كينغ (بالإنجليزية: Alan King) واسمه الكامل إروين ألان نيبرغ (بالإنجليزية: Irwin Alan Kniberg) وهو ممثل أمريكي كوميدي ولد في 26 ديسمبر في نيويورك في الولايات المتحدة -وتوفي في 9 مايو 2004 أيضا في نيويورك في الولايات المتحدة) وهو أمريكي يهودي مثل في عدة أفلام منها كازينو وساعة الذروة 2.

## روابط خارجية
- ألان كينغ على موقع IMDb (الإنجليزية)
- ألان كينغ على موقع الموسوعة البريطانية (الإنجليزية)
- ألان كينغ على موقع ألو سيني (الفرنسية)
- ألان كينغ على موقع ميوزك برينز (الإنجليزية)
- ألان كينغ على موقع أول موفي (الإنجليزية)
- ألان كينغ على موقع قاعدة بيانات برودواي على الإنترنت (الإنجليزية)
- ألان كينغ على موقع قاعدة بيانات الأفلام السويدية (السويدية)
- ألان كينغ على موقع إن إن دي بي (الإنجليزية)
- ألان كينغ على موقع ديسكوغز (الإنجليزية)
- ألان كينغ على موقع قاعدة بيانات الفيلم (الإنجليزية)